# Copa Amèrica de Ciclisme
La Copa Amèrica de Ciclisme és una cursa ciclista masculina i femenina, d'un sol dia que es disputa al Brasil. Tot i el seu nom, no és una cursa en què participin totes les federacions americanes, sinó que hi participen equips brasilers i de països veïns. La primera edició es va disputar el 2011, i gairebé totes s'han disputat al circuit de cotxes d'Interlagos, a São Paulo. Forma part del calendari de l'UCI Amèrica Tour, amb una categoria 1.2.

## Palmarès masculí
| Any  | Vencedor           | Segon              | Tercer               |
| ---- | ------------------ | ------------------ | -------------------- |
| 2001 | André Grizante     | Murilo Fischer     | Francisco Eudo       |
| 2002 | John Lieswyn       | Gregorio Bare      | Nilceu Santos        |
| 2003 | Renato Roshler     | Matthew DeCanio    | André Grizante       |
| 2004 | Alén Reyes         | Eddie Cisneros     | Armando Camargo      |
| 2005 | Nilceu Santos      | Cristian León      | Marcos Novello       |
| 2006 | Nilceu Santos      | Rodrigo Brito      | Héctor Aguilar       |
| 2007 | Nilceu Santos      | Francisco Chamorro | Raphael Mancini      |
| 2008 | Nilceu Santos      | Francisco Chamorro | Fabielle Mota        |
| 2009 | Francisco Chamorro | Nilceu Santos      | Michel Fernández     |
| 2010 | Geraldo Souza      | Edgardo Simón      | Raphael Mancini      |
| 2011 | Breno Sidoti       | Roberto Pinheiro   | Jean Colaca          |
| 2012 | Francisco Chamorro | Roberto Pinheiro   | Nilceu Santos        |
| 2013 | Francisco Chamorro | Nilceu Santos      | Kléber Ramos         |
| 2014 | No disputada       |                    |                      |
| 2015 | Carlos Manarelli   | Francisco Chamorro | Cristian Egidio Rosa |

## Palmarès femení
| Any  | Vencedora          | Segona               | Tercera              |
| ---- | ------------------ | -------------------- | -------------------- |
| 2003 | Janildes Fernandes | Clemilda Fernandes   | Maria Lucilene Alves |
| 2004 | Uênia Fernandes    | Fernanda Souza       | Clemilda Fernandes   |
| 2005 | Clemilda Fernandes | Debora Gerhard       | Janildes Fernandes   |
| 2006 | Clemilda Fernandes | Rosane Kirch         | Carla Camargo        |
| 2007 | Clemilda Fernandes | Debora Gerhard       | Rosane Kirch         |
| 2008 | Uênia Fernandes    | Marcia Fernandes     | Fernanda Souza       |
| 2009 | Janildes Fernandes | Natalia Santana Lima | Luciene Ferreira     |
| 2010 | Luciene Ferreira   | Janildes Fernandes   | Debora Gerhard       |
| 2011 | Janildes Fernandes | Valquíria Pardial    | Luciene Ferreira     |
| 2012 | Valquíria Pardial  | Marcia Fernandes     | Luciene Ferreira     |
| 2013 | Luciene Ferreira   | Clemilda Fernandes   | Valquíria Pardial    |